# My (album Edyty Górniak)
My – szósty album studyjny polskiej wokalistki Edyty Górniak. Album ukazał się 14 lutego 2012 roku. Edyta Górniak jest autorką i współkompozytorką części utworów. Jednym z elementów promocyjnych był cykl spotkań w największych w salonach sieci EMPiK w Polsce.
W pierwszym tygodniu sprzedaży album zajął 4. miejsce na liście OLiS.
8 maja 2012 roku ukazała się rozszerzona cyfrowa edycja płyty, wnosząca dwa nowe remiksy do utworu „Teraz - tu” autorstwa Mathea i Mateusza Łapota.

## Lista utworów
| 1.                          | „Find Me” Autor: Karolina Kozak, Bogdan Kondracki. Producent: Bogdan Kondracki.                                                    | 3:12  |
| 2.                          | „Obudźcie mnie” Autor: Mateusz Łapot, Karolina Kozak. Producent: Bogdan Kondracki.                                                 | 3:29  |
| 3.                          | „Teraz - tu” Autor: Katarzyna Piszek, Karolina Kozak, Jakub Galiński, Ania Dąbrowska. Producent: Bogdan Kondracki.                 | 3:38  |
| 4.                          | „Nie zapomnij” Autor: Piotr Skotnicki, Piotr Remiszewski, Edyta Górniak. Producent: Beatroots.                                     | 4:11  |
| 5.                          | „Consequences” Autor: Piotr Skotnicki, Piotr Remiszewski, Chris Aiken, Edyta Górniak. Producent: Beatroots.                        | 3:17  |
| 6.                          | „(Let's) Save the World” Autor: Bogdan Kondracki, Karolina Kozak. Producent: Bogdan Kondracki.                                     | 3:33  |
| 7.                          | „Tafla” Autor: Katarzyna Piszek, Karolina Kozak. Producent: Bogdan Kondracki.                                                      | 3:14  |
| 8.                          | „Dzisiaj dziękuję” Autor: Bogdan Kondracki, Anna Dąbrowska, Karolina Kozak. Producent: Bogdan Kondracki.                           | 4:00  |
| 9.                          | „On the Run” Autor: Bogdan Kondracki, Karolina Kozak. Producent: Bogdan Kondracki.                                                 | 3:15  |
| 10.                         | „Perfect Heart” Autor: Bogdan Kondracki, Edyta Górniak. Producent: Bogdan Kondracki.                                               | 3:51  |
| 11.                         | „Sens-Is” (& „Africa-Beat-Heart My” hidden track) Autor: Bogdan Kondracki, Karolina Kozak. Producent: Bogdan Kondracki, Beatroots. | 13:45 |
| wydanie cyfrowe             | |       |
| 11.                         | „Sens-Is” Autor: Bogdan Kondracki, Karolina Kozak. Producent: Bogdan Kondracki.                                                    | 4:54  |
| 12.                         | „Oj... kotku” Autor: Łukasz Rutkowski, Bogdan Kondracki, Dagmara Melosik, Karolina Kozak. Producent: Bogdan Kondracki.             | 3:25  |
| rozszerzone wydanie cyfrowe | |       |
| 11.                         | „Sens-Is” Autor: Bogdan Kondracki, Karolina Kozak. Producent: Bogdan Kondracki.                                                    | 4:54  |
| 12.                         | „Teraz - tu” (remixed by Matheo) Autor: Bogdan Kondracki, Karolina Kozak. Producent: Matheo.                                       | 3:37  |
| 13.                         | „On the Run” („Africa-Beat-Heart My”) Autor: Bogdan Kondracki, Karolina Kozak. Producent: Beatroots.                               | 5:11  |
| 14.                         | „Teraz - tu” (remixed by Mateusz Łapot) Autor: Bogdan Kondracki, Karolina Kozak. Producent: Mateusz Łapot.                         | 3:30  |
| 15.                         | „Oj... kotku” Autor: Łukasz Rutkowski, Bogdan Kondracki, Dagmara Melosik, Karolina Kozak. Producent: Bogdan Kondracki.             | 3:25  |